# Pardosa marchei
Pardosa marchei este o specie de păianjeni din genul Pardosa, familia Lycosidae, descrisă de Simon, 1890. Conform Catalogue of Life specia Pardosa marchei nu are subspecii cunoscute.